# Montgomery County (Alabama)
Montgomery County je okres ve státě Alabama v USA. K roku 2016 zde odhadem žilo 226 349 obyvatel.Správním sídlem a zároveň největším městem okresu je Montgomery. Celková rozloha okresu činí 2 072 km². Jméno získal podle amerického vojenského důstojníka Lemuela P. Montgomeryho, který bojoval ve válce rudých holí (1813-14).

## Sousední okresy
| Růžice kompasu | Autauga County  | Elmore County               | Macon County   | Růžice kompasu |
| Růžice kompasu | Lowndes County  | Sever                       | Bullock County | Růžice kompasu |
| Růžice kompasu | Lowndes County  | Montgomery County (Alabama) | Bullock County | Růžice kompasu |
| Růžice kompasu | Lowndes County  | Jih                         | Bullock County | Růžice kompasu |
| Růžice kompasu | Crenshaw County |                             | Pike County    | Růžice kompasu |